# Даян, Яэль
Яэль Даян (ивр. יעל דיין‎; 12 февраля 1939, Нахалал, Северный округ — 18 мая 2024, Тель-Авив) — израильский писатель и политик, депутат кнессета с 1992 по 2003 год, была заместителем мэра Тель-Авива. В 2013 году закончила карьеру. Дочь Моше Даяна и сестра Аси Даяна.

## Биография
Яэль Даян родилась в Нахалале во время Британского мандата, являлась дочерью генерала Моше Даяна и внучкой Шмуэля Даяна. После службы в ЦАХАЛ изучала международные отношения в Еврейском университете и биологию в Открытом университете.
С 1959 по 1967 год состояла в отношениях с Мишелем Какоянисом и жила в Греции. Позже вышла замуж за Дова Cиона, у пары родились двое детей.
Умерла 18 мая 2024 года после борьбы с эмфиземой лёгких в возрасте 85 лет.

## Творчество

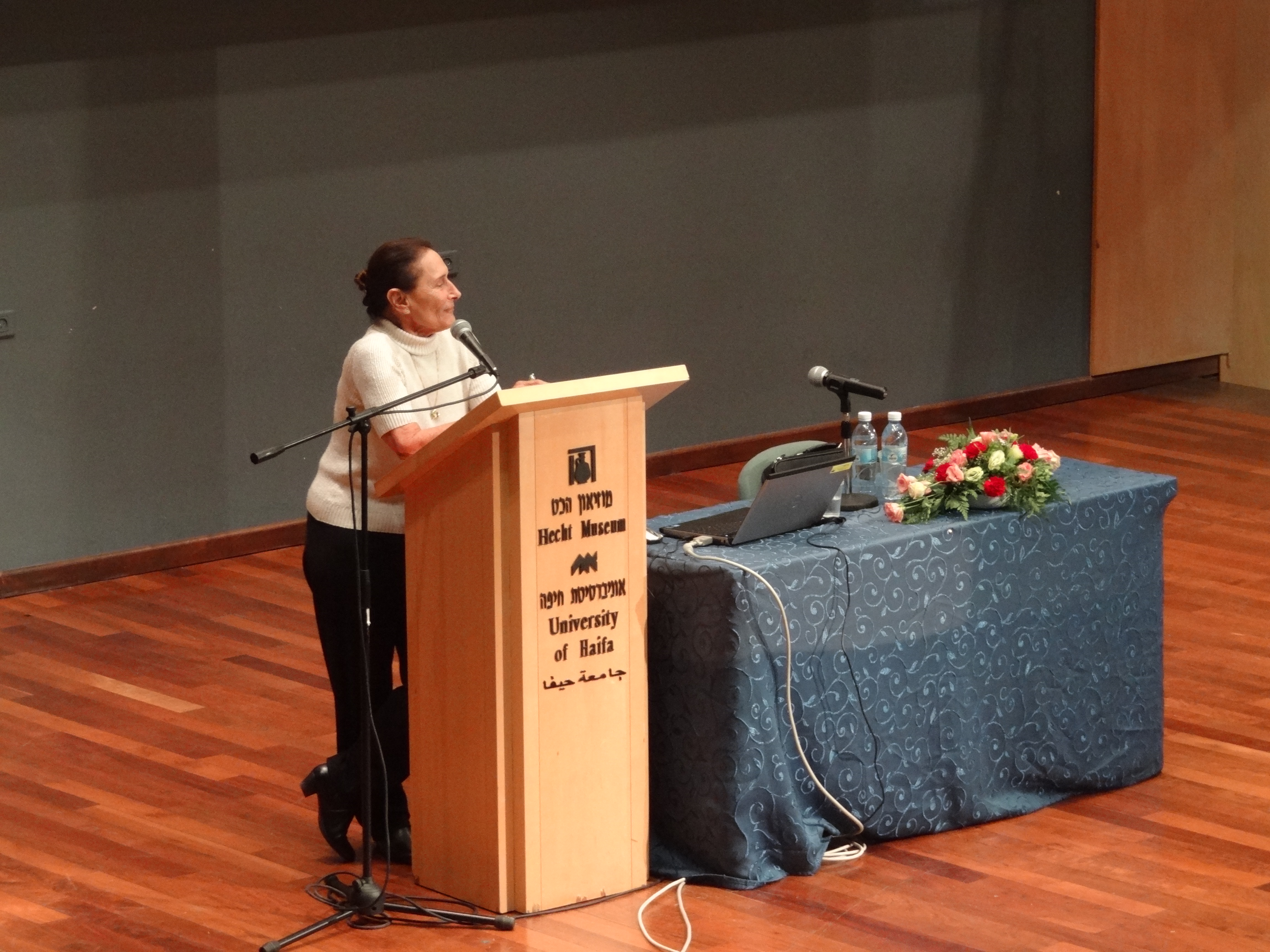
Лекция Яэль Даян в Еврейском университете в 2014 году

Яэль Даян до начала политической карьеры была писателем и журналистом, её колонки печатали ведущие израильские газеты: «Едиот Ахронот», «Маарив», «Аль ха-Мишмар» и «Давар». Она также опубликовала шесть рассказов, воспоминания о Шестидневной войне и биографию отца, Моше Даяна.

## Политическая карьера
Даян стала антивоенной активисткой, возглавила «Шалом ахшав», проводила по всему миру лекции на темы мира и безопасности. В Израиле она также проводила кампании в защиту прав человека, женщин и ЛГБТ.
В 1992 году Яэль Даян была избрана в кнессет от партии «Авода» и возглавила комиссию по правам женщин. Переизбиралась в 1996 и 1999 годах (от блока «Единый Израиль»).
В 1996 И. Ледерман облил её горячим чаем во время посещения Хеврона, причинил тем самым телесные повреждения и был приговорён за это к тюремному заключению и штрафу.
После поражения на выборах 2003 года, она покинула партию «Авода» и присоединилась к «Мерецу» Йоси Бейлина. Возглавила список партии на муниципальных выборах в Тель-Авиве 2004 года, партия получила 5 из 31 мест и вошла в коалицию Рона Хульдаи. До 2013 года отвечала за социальные службы города. Мэр города Рон Хульдаи предпочёл не включать Яэль в список на выборы 2013 года, и она закончила свою политическую карьеру.